# 1430
Portal Geschichte | Portal Biografien | Aktuelle Ereignisse | Jahreskalender | Tagesartikel

◄ |
14. Jahrhundert |
15. Jahrhundert
| 16. Jahrhundert | ►

◄ |
1400er |
1410er |
1420er |
1430er
| 1440er | 1450er | 1460er | ►

◄◄ |
◄ |
1426 |
1427 |
1428 |
1429 |
1430
| 1431 | 1432 | 1433 | 1434 | ► | ►►
Staatsoberhäupter  · Nekrolog
| Januar | Januar | Januar | Januar | Januar | Januar | Januar | Januar |
| Kw     | Mo     | Di     | Mi     | Do     | Fr     | Sa     | So     |
| ------ | ------ | ------ | ------ | ------ | ------ | ------ | ------ |
| 52     |        |        |        |        |        |        | 1      |
| 1      | 2      | 3      | 4      | 5      | 6      | 7      | 8      |
| 2      | 9      | 10     | 11     | 12     | 13     | 14     | 15     |
| 3      | 16     | 17     | 18     | 19     | 20     | 21     | 22     |
| 4      | 23     | 24     | 25     | 26     | 27     | 28     | 29     |
| 5      | 30     | 31     |        |        |        |        |        |

| Februar | Februar | Februar | Februar | Februar | Februar | Februar | Februar |
| Kw      | Mo      | Di      | Mi      | Do      | Fr      | Sa      | So      |
| ------- | ------- | ------- | ------- | ------- | ------- | ------- | ------- |
| 5       |         |         | 1       | 2       | 3       | 4       | 5       |
| 6       | 6       | 7       | 8       | 9       | 10      | 11      | 12      |
| 7       | 13      | 14      | 15      | 16      | 17      | 18      | 19      |
| 8       | 20      | 21      | 22      | 23      | 24      | 25      | 26      |
| 9       | 27      | 28      |         |         |         |         |         |

| März | März | März | März | März | März | März | März |
| Kw   | Mo   | Di   | Mi   | Do   | Fr   | Sa   | So   |
| ---- | ---- | ---- | ---- | ---- | ---- | ---- | ---- |
| 9    |      |      | 1    | 2    | 3    | 4    | 5    |
| 10   | 6    | 7    | 8    | 9    | 10   | 11   | 12   |
| 11   | 13   | 14   | 15   | 16   | 17   | 18   | 19   |
| 12   | 20   | 21   | 22   | 23   | 24   | 25   | 26   |
| 13   | 27   | 28   | 29   | 30   | 31   |      |      |

| April | April | April | April | April | April | April | April |
| Kw    | Mo    | Di    | Mi    | Do    | Fr    | Sa    | So    |
| ----- | ----- | ----- | ----- | ----- | ----- | ----- | ----- |
| 13    |       |       |       |       |       | 1     | 2     |
| 14    | 3     | 4     | 5     | 6     | 7     | 8     | 9     |
| 15    | 10    | 11    | 12    | 13    | 14    | 15    | 16    |
| 16    | 17    | 18    | 19    | 20    | 21    | 22    | 23    |
| 17    | 24    | 25    | 26    | 27    | 28    | 29    | 30    |

| Mai | Mai | Mai | Mai | Mai | Mai | Mai | Mai |
| Kw  | Mo  | Di  | Mi  | Do  | Fr  | Sa  | So  |
| --- | --- | --- | --- | --- | --- | --- | --- |
| 18  | 1   | 2   | 3   | 4   | 5   | 6   | 7   |
| 19  | 8   | 9   | 10  | 11  | 12  | 13  | 14  |
| 20  | 15  | 16  | 17  | 18  | 19  | 20  | 21  |
| 21  | 22  | 23  | 24  | 25  | 26  | 27  | 28  |
| 22  | 29  | 30  | 31  |     |     |     |     |

| Juni | Juni | Juni | Juni | Juni | Juni | Juni | Juni |
| Kw   | Mo   | Di   | Mi   | Do   | Fr   | Sa   | So   |
| ---- | ---- | ---- | ---- | ---- | ---- | ---- | ---- |
| 22   |      |      |      | 1    | 2    | 3    | 4    |
| 23   | 5    | 6    | 7    | 8    | 9    | 10   | 11   |
| 24   | 12   | 13   | 14   | 15   | 16   | 17   | 18   |
| 25   | 19   | 20   | 21   | 22   | 23   | 24   | 25   |
| 26   | 26   | 27   | 28   | 29   | 30   |      |      |

| Juli | Juli | Juli | Juli | Juli | Juli | Juli | Juli |
| Kw   | Mo   | Di   | Mi   | Do   | Fr   | Sa   | So   |
| ---- | ---- | ---- | ---- | ---- | ---- | ---- | ---- |
| 26   |      |      |      |      |      | 1    | 2    |
| 27   | 3    | 4    | 5    | 6    | 7    | 8    | 9    |
| 28   | 10   | 11   | 12   | 13   | 14   | 15   | 16   |
| 29   | 17   | 18   | 19   | 20   | 21   | 22   | 23   |
| 30   | 24   | 25   | 26   | 27   | 28   | 29   | 30   |
| 31   | 31   |      |      |      |      |      |      |

| August | August | August | August | August | August | August | August |
| Kw     | Mo     | Di     | Mi     | Do     | Fr     | Sa     | So     |
| ------ | ------ | ------ | ------ | ------ | ------ | ------ | ------ |
| 31     |        | 1      | 2      | 3      | 4      | 5      | 6      |
| 32     | 7      | 8      | 9      | 10     | 11     | 12     | 13     |
| 33     | 14     | 15     | 16     | 17     | 18     | 19     | 20     |
| 34     | 21     | 22     | 23     | 24     | 25     | 26     | 27     |
| 35     | 28     | 29     | 30     | 31     |        |        |        |

| September | September | September | September | September | September | September | September |
| Kw        | Mo        | Di        | Mi        | Do        | Fr        | Sa        | So        |
| --------- | --------- | --------- | --------- | --------- | --------- | --------- | --------- |
| 35        |           |           |           |           | 1         | 2         | 3         |
| 36        | 4         | 5         | 6         | 7         | 8         | 9         | 10        |
| 37        | 11        | 12        | 13        | 14        | 15        | 16        | 17        |
| 38        | 18        | 19        | 20        | 21        | 22        | 23        | 24        |
| 39        | 25        | 26        | 27        | 28        | 29        | 30        |           |

| Oktober | Oktober | Oktober | Oktober | Oktober | Oktober | Oktober | Oktober |
| Kw      | Mo      | Di      | Mi      | Do      | Fr      | Sa      | So      |
| ------- | ------- | ------- | ------- | ------- | ------- | ------- | ------- |
| 39      |         |         |         |         |         |         | 1       |
| 40      | 2       | 3       | 4       | 5       | 6       | 7       | 8       |
| 41      | 9       | 10      | 11      | 12      | 13      | 14      | 15      |
| 42      | 16      | 17      | 18      | 19      | 20      | 21      | 22      |
| 43      | 23      | 24      | 25      | 26      | 27      | 28      | 29      |
| 44      | 30      | 31      |         |         |         |         |         |

| November | November | November | November | November | November | November | November |
| Kw       | Mo       | Di       | Mi       | Do       | Fr       | Sa       | So       |
| -------- | -------- | -------- | -------- | -------- | -------- | -------- | -------- |
| 44       |          |          | 1        | 2        | 3        | 4        | 5        |
| 45       | 6        | 7        | 8        | 9        | 10       | 11       | 12       |
| 46       | 13       | 14       | 15       | 16       | 17       | 18       | 19       |
| 47       | 20       | 21       | 22       | 23       | 24       | 25       | 26       |
| 48       | 27       | 28       | 29       | 30       |          |          |          |

| Dezember | Dezember | Dezember | Dezember | Dezember | Dezember | Dezember | Dezember |
| Kw       | Mo       | Di       | Mi       | Do       | Fr       | Sa       | So       |
| -------- | -------- | -------- | -------- | -------- | -------- | -------- | -------- |
| 48       |          |          |          |          | 1        | 2        | 3        |
| 49       | 4        | 5        | 6        | 7        | 8        | 9        | 10       |
| 50       | 11       | 12       | 13       | 14       | 15       | 16       | 17       |
| 51       | 18       | 19       | 20       | 21       | 22       | 23       | 24       |
| 52       | 25       | 26       | 27       | 28       | 29       | 30       | 31       |

| Januar | Januar | Januar | Januar | Januar | Januar | Januar | Januar |
| Kw     | Mo     | Di     | Mi     | Do     | Fr     | Sa     | So     |
| ------ | ------ | ------ | ------ | ------ | ------ | ------ | ------ |
| 52     |        |        |        |        |        |        | 1      |
| 1      | 2      | 3      | 4      | 5      | 6      | 7      | 8      |
| 2      | 9      | 10     | 11     | 12     | 13     | 14     | 15     |
| 3      | 16     | 17     | 18     | 19     | 20     | 21     | 22     |
| 4      | 23     | 24     | 25     | 26     | 27     | 28     | 29     |
| 5      | 30     | 31     |        |        |        |        |        |

| Februar | Februar | Februar | Februar | Februar | Februar | Februar | Februar |
| Kw      | Mo      | Di      | Mi      | Do      | Fr      | Sa      | So      |
| ------- | ------- | ------- | ------- | ------- | ------- | ------- | ------- |
| 5       |         |         | 1       | 2       | 3       | 4       | 5       |
| 6       | 6       | 7       | 8       | 9       | 10      | 11      | 12      |
| 7       | 13      | 14      | 15      | 16      | 17      | 18      | 19      |
| 8       | 20      | 21      | 22      | 23      | 24      | 25      | 26      |
| 9       | 27      | 28      |         |         |         |         |         |

| März | März | März | März | März | März | März | März |
| Kw   | Mo   | Di   | Mi   | Do   | Fr   | Sa   | So   |
| ---- | ---- | ---- | ---- | ---- | ---- | ---- | ---- |
| 9    |      |      | 1    | 2    | 3    | 4    | 5    |
| 10   | 6    | 7    | 8    | 9    | 10   | 11   | 12   |
| 11   | 13   | 14   | 15   | 16   | 17   | 18   | 19   |
| 12   | 20   | 21   | 22   | 23   | 24   | 25   | 26   |
| 13   | 27   | 28   | 29   | 30   | 31   |      |      |

| April | April | April | April | April | April | April | April |
| Kw    | Mo    | Di    | Mi    | Do    | Fr    | Sa    | So    |
| ----- | ----- | ----- | ----- | ----- | ----- | ----- | ----- |
| 13    |       |       |       |       |       | 1     | 2     |
| 14    | 3     | 4     | 5     | 6     | 7     | 8     | 9     |
| 15    | 10    | 11    | 12    | 13    | 14    | 15    | 16    |
| 16    | 17    | 18    | 19    | 20    | 21    | 22    | 23    |
| 17    | 24    | 25    | 26    | 27    | 28    | 29    | 30    |

| Mai | Mai | Mai | Mai | Mai | Mai | Mai | Mai |
| Kw  | Mo  | Di  | Mi  | Do  | Fr  | Sa  | So  |
| --- | --- | --- | --- | --- | --- | --- | --- |
| 18  | 1   | 2   | 3   | 4   | 5   | 6   | 7   |
| 19  | 8   | 9   | 10  | 11  | 12  | 13  | 14  |
| 20  | 15  | 16  | 17  | 18  | 19  | 20  | 21  |
| 21  | 22  | 23  | 24  | 25  | 26  | 27  | 28  |
| 22  | 29  | 30  | 31  |     |     |     |     |

| Juni | Juni | Juni | Juni | Juni | Juni | Juni | Juni |
| Kw   | Mo   | Di   | Mi   | Do   | Fr   | Sa   | So   |
| ---- | ---- | ---- | ---- | ---- | ---- | ---- | ---- |
| 22   |      |      |      | 1    | 2    | 3    | 4    |
| 23   | 5    | 6    | 7    | 8    | 9    | 10   | 11   |
| 24   | 12   | 13   | 14   | 15   | 16   | 17   | 18   |
| 25   | 19   | 20   | 21   | 22   | 23   | 24   | 25   |
| 26   | 26   | 27   | 28   | 29   | 30   |      |      |

| Juli | Juli | Juli | Juli | Juli | Juli | Juli | Juli |
| Kw   | Mo   | Di   | Mi   | Do   | Fr   | Sa   | So   |
| ---- | ---- | ---- | ---- | ---- | ---- | ---- | ---- |
| 26   |      |      |      |      |      | 1    | 2    |
| 27   | 3    | 4    | 5    | 6    | 7    | 8    | 9    |
| 28   | 10   | 11   | 12   | 13   | 14   | 15   | 16   |
| 29   | 17   | 18   | 19   | 20   | 21   | 22   | 23   |
| 30   | 24   | 25   | 26   | 27   | 28   | 29   | 30   |
| 31   | 31   |      |      |      |      |      |      |

| August | August | August | August | August | August | August | August |
| Kw     | Mo     | Di     | Mi     | Do     | Fr     | Sa     | So     |
| ------ | ------ | ------ | ------ | ------ | ------ | ------ | ------ |
| 31     |        | 1      | 2      | 3      | 4      | 5      | 6      |
| 32     | 7      | 8      | 9      | 10     | 11     | 12     | 13     |
| 33     | 14     | 15     | 16     | 17     | 18     | 19     | 20     |
| 34     | 21     | 22     | 23     | 24     | 25     | 26     | 27     |
| 35     | 28     | 29     | 30     | 31     |        |        |        |

| September | September | September | September | September | September | September | September |
| Kw        | Mo        | Di        | Mi        | Do        | Fr        | Sa        | So        |
| --------- | --------- | --------- | --------- | --------- | --------- | --------- | --------- |
| 35        |           |           |           |           | 1         | 2         | 3         |
| 36        | 4         | 5         | 6         | 7         | 8         | 9         | 10        |
| 37        | 11        | 12        | 13        | 14        | 15        | 16        | 17        |
| 38        | 18        | 19        | 20        | 21        | 22        | 23        | 24        |
| 39        | 25        | 26        | 27        | 28        | 29        | 30        |           |

| Oktober | Oktober | Oktober | Oktober | Oktober | Oktober | Oktober | Oktober |
| Kw      | Mo      | Di      | Mi      | Do      | Fr      | Sa      | So      |
| ------- | ------- | ------- | ------- | ------- | ------- | ------- | ------- |
| 39      |         |         |         |         |         |         | 1       |
| 40      | 2       | 3       | 4       | 5       | 6       | 7       | 8       |
| 41      | 9       | 10      | 11      | 12      | 13      | 14      | 15      |
| 42      | 16      | 17      | 18      | 19      | 20      | 21      | 22      |
| 43      | 23      | 24      | 25      | 26      | 27      | 28      | 29      |
| 44      | 30      | 31      |         |         |         |         |         |

| November | November | November | November | November | November | November | November |
| Kw       | Mo       | Di       | Mi       | Do       | Fr       | Sa       | So       |
| -------- | -------- | -------- | -------- | -------- | -------- | -------- | -------- |
| 44       |          |          | 1        | 2        | 3        | 4        | 5        |
| 45       | 6        | 7        | 8        | 9        | 10       | 11       | 12       |
| 46       | 13       | 14       | 15       | 16       | 17       | 18       | 19       |
| 47       | 20       | 21       | 22       | 23       | 24       | 25       | 26       |
| 48       | 27       | 28       | 29       | 30       |          |          |          |

| Dezember | Dezember | Dezember | Dezember | Dezember | Dezember | Dezember | Dezember |
| Kw       | Mo       | Di       | Mi       | Do       | Fr       | Sa       | So       |
| -------- | -------- | -------- | -------- | -------- | -------- | -------- | -------- |
| 48       |          |          |          |          | 1        | 2        | 3        |
| 49       | 4        | 5        | 6        | 7        | 8        | 9        | 10       |
| 50       | 11       | 12       | 13       | 14       | 15       | 16       | 17       |
| 51       | 18       | 19       | 20       | 21       | 22       | 23       | 24       |
| 52       | 25       | 26       | 27       | 28       | 29       | 30       | 31       |

## Ereignisse

### Politik und Weltgeschehen

#### Hundertjähriger Krieg
- 23. Mai: Hundertjähriger Krieg: Jeanne d’Arc wird bei Compiègne von Johann von Luxemburg gefangen genommen und den Burgundern ausgeliefert. Herzog Philipp III. von Burgund wiederum verkauft Jeanne nach zwei Fluchtversuchen am 18./19. Juni und sieben Monaten in Gefangenschaft für 10.000 Franken an John of Lancaster, 1. Duke of Bedford.

#### Heiliges Römisches Reich
- Raban von Helmstatt wird Nachfolger des am 13. Februar verstorbenen Otto von Ziegenhain als Erzbischof und Kurfürst von Trier.
- 10. November: Friesische Freiheit: Die Ostfriesen schließen nach Machtkämpfen der Häuptlinge einen Bund der Freiheit gegen Focko Ukena und wählen Edzard aus dem Geschlecht der Cirksena zu dessen Anführer.

#### Osmanisches Reich

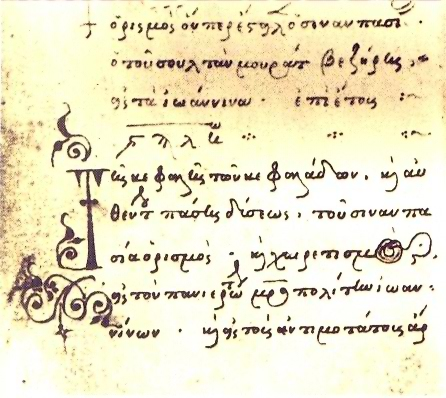
Übergabeurkunde von Ioannina

- 29. März: Die Osmanen unter Murad II. erobern Thessaloniki von den Venezianern und benennen die Stadt in „Selanik“ um. In der Folge beginnen sie mit dem Bau des Weißen Turms. Danach dringen sie weiter nach Epirus vor. Am 9. Oktober erobern sie Ioannina.

#### Polen/Litauen

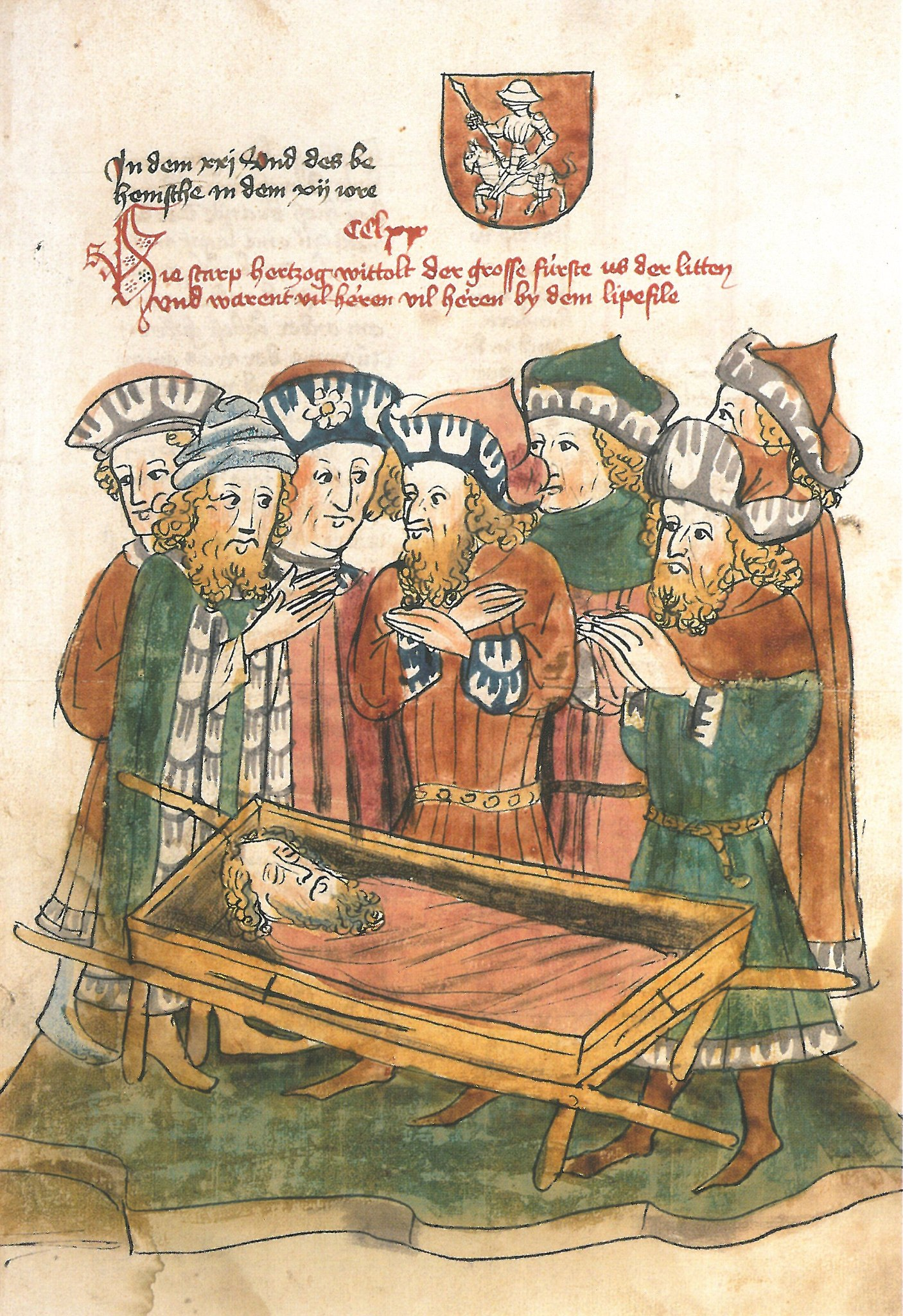
Vytautas’ Tod, zeitgenössische Buchillustration

- 27. Oktober: Großfürst Vytautas von Litauen stirbt in Vilnius. Da er keine Söhne hinterlässt, fällt die Großfürstenwürde an seinen Cousin Švitrigaila, einen Sohn des Algirdas. Dieser ist erklärter Gegner der Polnisch-Litauischen Union und steht damit im Gegensatz zu seinem älteren Bruder Władysław II. Jagiełło, König von Polen.

#### Europäische Entdeckungsfahrten
- Heinrich der Seefahrer, portugiesischer Königssohn, veranlasst Entdeckungsfahrten der Portugiesen an der Westküste Afrikas.

#### Afrika
- Takla Mariam wird als Nachfolger seines verstorbenen Bruders Andreas Negus negest von Äthiopien und setzt damit die Salomonische Dynastie fort.

#### Asien
- Nach rund achtmonatiger Regierungszeit flieht Samdat Brhat-Anya Chao Yughandhara, Herrscher des thailändischen Königreichs Lan Xang nach Phadao. Dort wird er auf Geheiß seiner Tante Keo Phim Fa ermordet. Nachfolger wird sein Bruder Konekham.

#### Zentralamerika
- Ende der Vorherrschaft der Tepaneken in Mexiko: Die Azteken gewinnen die Macht im mexikanischen Hochland.

### Kultur und Religion

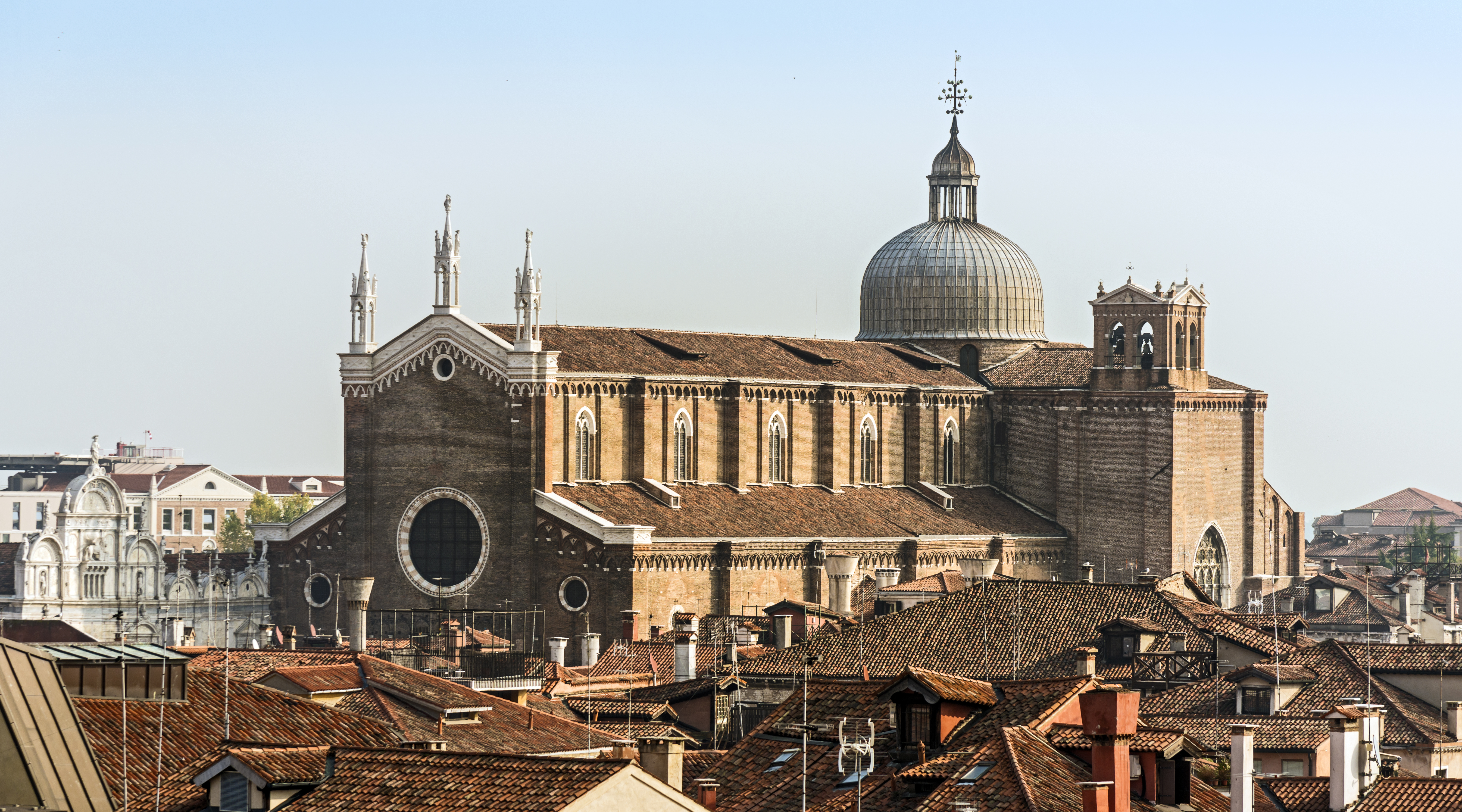
San Zanipolo

- Die Kirche Santi Giovanni e Paolo in Venedig wird eingeweiht.
- Papst Martin V. beauftragt Johannes Capistranus, als Vermittlungsvorschlag zwischen unterschiedlichen Zweigen des Franziskanerordens im Armutsstreit die dann nach ihm so genannten Martinianischen Konstitutionen zu verfassen. Dieser Konsens zwischen Konventualen und Observanten bleibt jedoch nur oberflächlich.
- Der Priester Heinrich Laufenberg verfasst das Gedicht Ich wollt, dass ich daheime wär, für das im selben Jahr von einem unbekannten Verfasser eine Melodie aufgezeichnet wird.

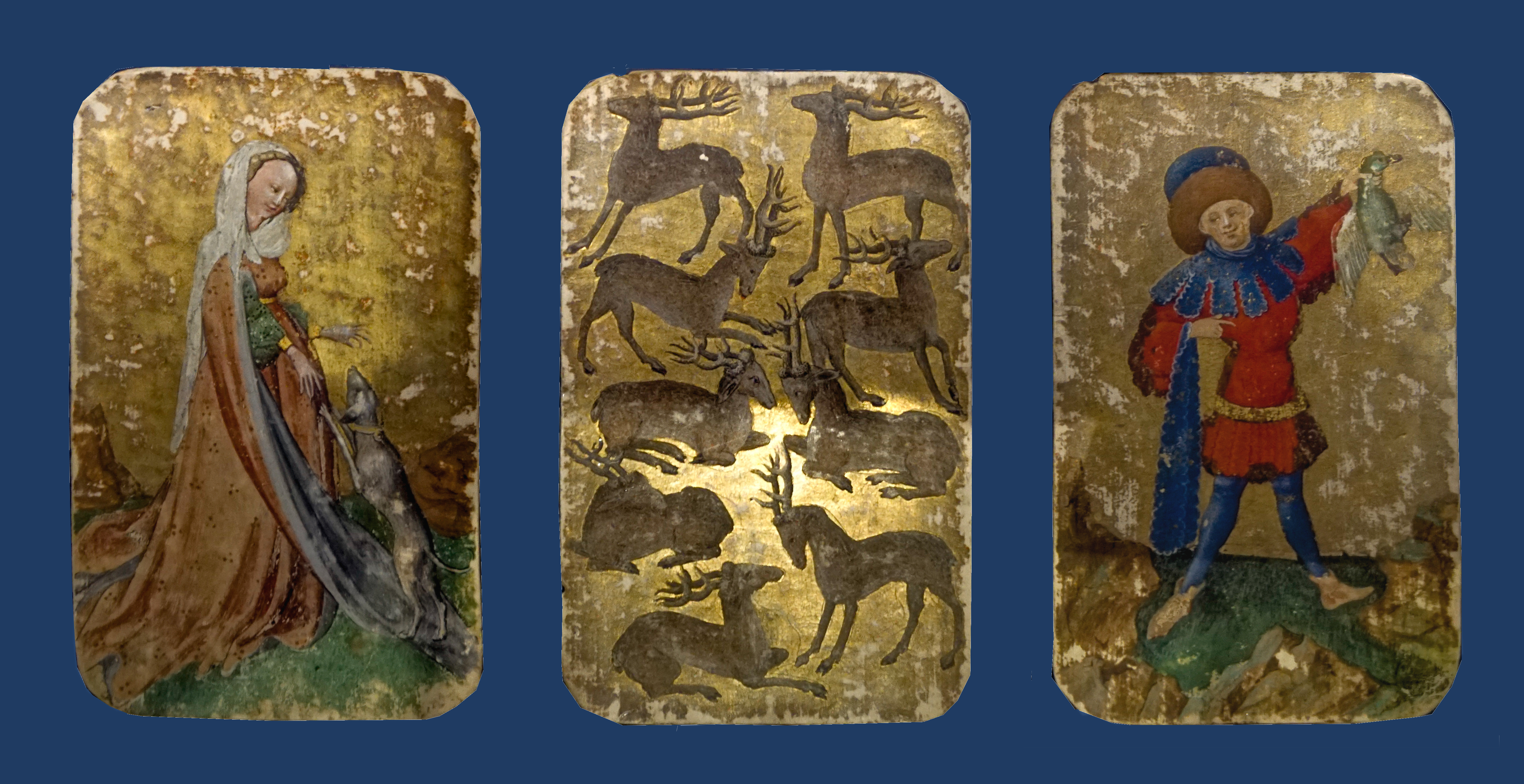
Drei Karten aus dem Stuttgarter Kartenspiel im Landesmuseum Württemberg

- um 1430: Das Stuttgarter Kartenspiel entsteht. Es ist heute das älteste noch erhaltene Kartenspiel der Welt.
- um 1430: Die Darmstädter Haggadah entsteht, eine Sammlung biblischer und homiletischer Verse, von Gebeten, Gedichten, religiösen Gebräuchen und Gesängen, die sich vornehmlich auf den Exodus und die Befreiung aus der ägyptischen Knechtschaft beziehen.

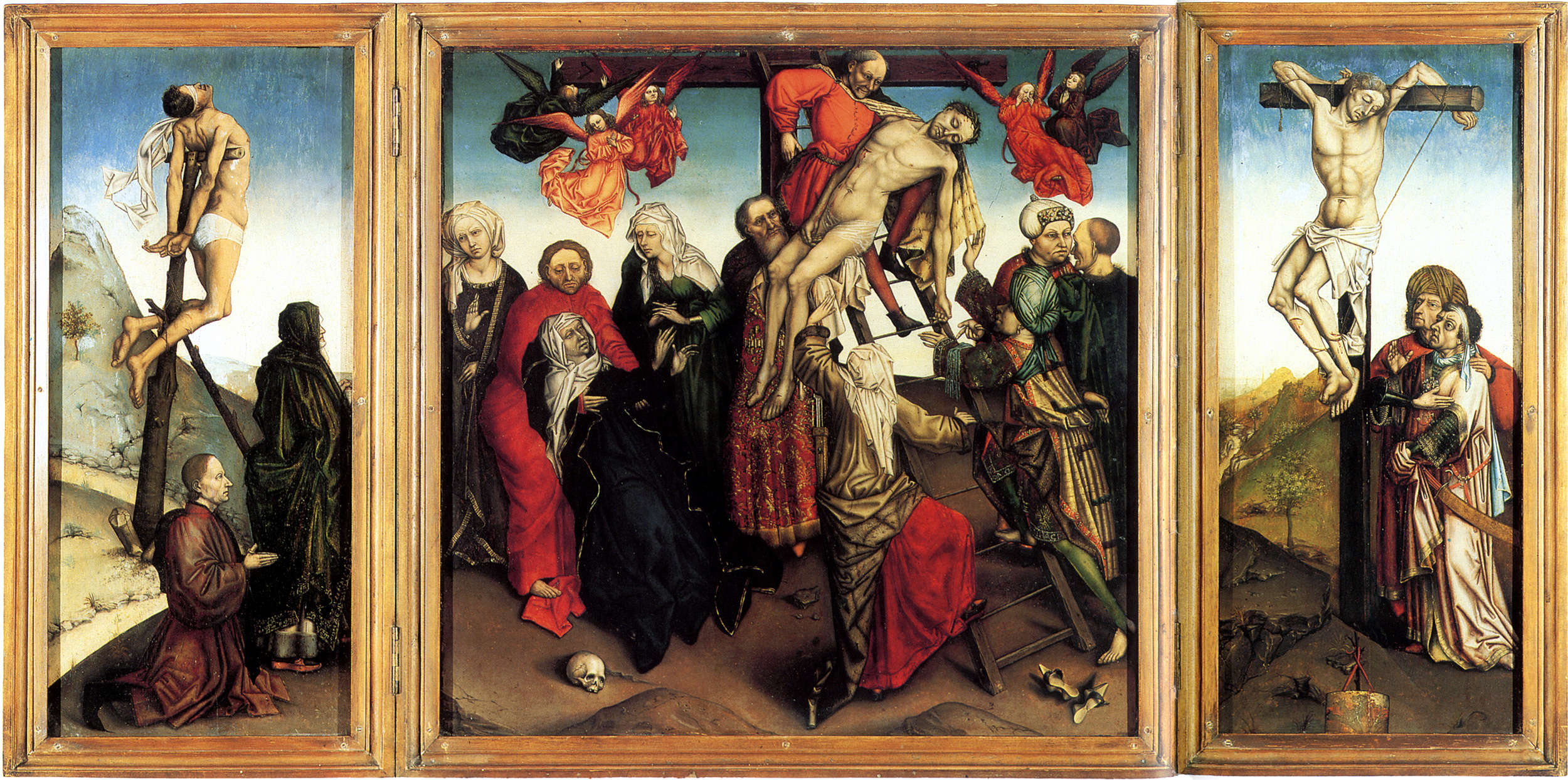
Kleinformatige Kopie des vollständigen Altarbilds, aus dem Umfeld des Meisters der (Brügger) Ursula-Legende, Ende 15. Jh., rechts der Schächer zur Linken Christi

- um 1430: Der Meister von Flémalle, möglicherweise ident mit Robert Campin, erschafft einen Flügelaltar, von dem heute nur noch das Fragment Der Schächer zur Linken Christi erhalten ist.

### Gesellschaft
- Nach dem Tod seiner Ehefrau Philippa von England am 5. Januar heiratet Unionskönig Erik VII. von Dänemark, Schweden und Norwegen seine Konkubine Cäcilia, eine Kammerfrau Philippas.
- 10. Januar: Philipp der Gute, Herzog von Burgund, stiftet den Orden vom Goldenen Vlies anlässlich seiner Vermählung mit Isabella von Portugal in Brügge.
- Trommler und Pfeifer bekommen für ihr Spiel an der Vasnacht von Überlingen Geld. Das ist die erste urkundliche Erwähnung der Überlinger Fasnacht.

## Historische Karten und Ansichten

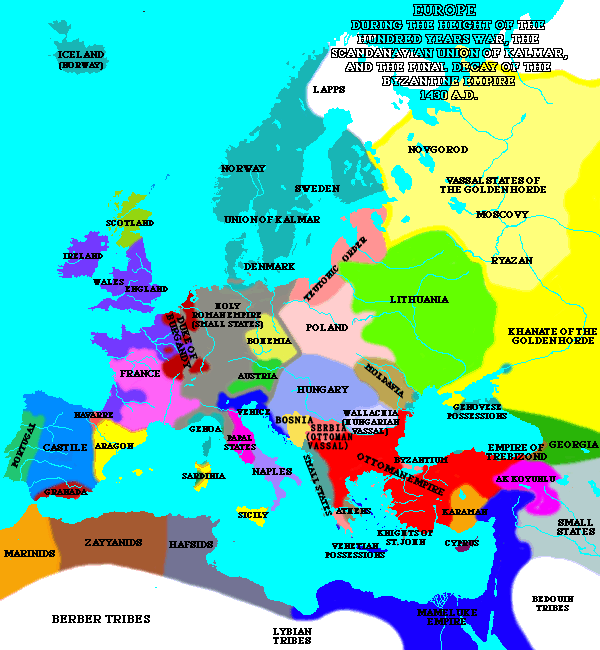
Europa 1430

## Geboren

### Geburtsdatum gesichert
- 10. März: Oliviero Carafa, Erzbischof von Neapel († 1511)
- 23./24. März: Margarete von Anjou, englische Königin († 1482)
- 27. Juni: Henry Holland, englischer Adeliger und Heerführer des Hauses Lancaster († 1475)

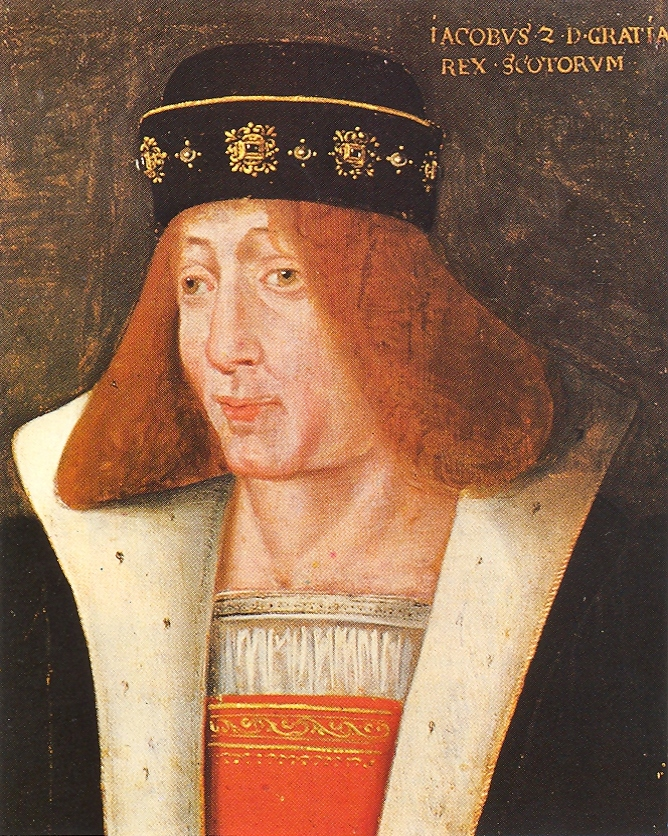
König James II. von Schottland

- 16. Oktober: Jakob II., König von Schottland († 1460)
- 11. November: Jost II. von Rosenberg, Bischof von Breslau und oberster Prior der böhmischen Johanniter († 1467)

### Genaues Geburtsdatum unbekannt
- Dorothea von Brandenburg-Kulmbach, deutsche Adlige, Königin von Dänemark, Norwegen und Schweden († 1495)
- Francesco Laurana, italienischer Bildhauer und Architekt († 1502)
- Gerd der Mutige, deutscher Raubritter, Graf von Oldenburg († 1500)
- Bärbel von Ottenheim, deutsche Adelige, Mätresse von Jakob von Lichtenberg († 1484)
- Antoniazzo Romano, italienischer Maler († um 1508/12)
- Ivo Strigel, deutscher Bildhauer († 1516)
- Bernhard Walther, deutscher Astronom, Humanist und Kaufmann († 1504)

### Geboren um 1430
- John Alcock, Bischof von Rochester, Bischof von Worcester und Bischof von Ely, Lord Keeper of the Great Seal und Lordkanzler von England († 1500)
- Johannes Frauenburg, deutscher Ratsherr, Bürgermeister von Görlitz († 1495)
- Dietrich von Harras, deutscher Ritter, Amtmann († 1499)
- Johannes Heynlin, deutscher Humanist, Rektor der Pariser Sorbonne, Mitbegründer der Tübinger Universität († 1496)
- Johannes Kerer, Weihbischof von Augsburg († 1506)

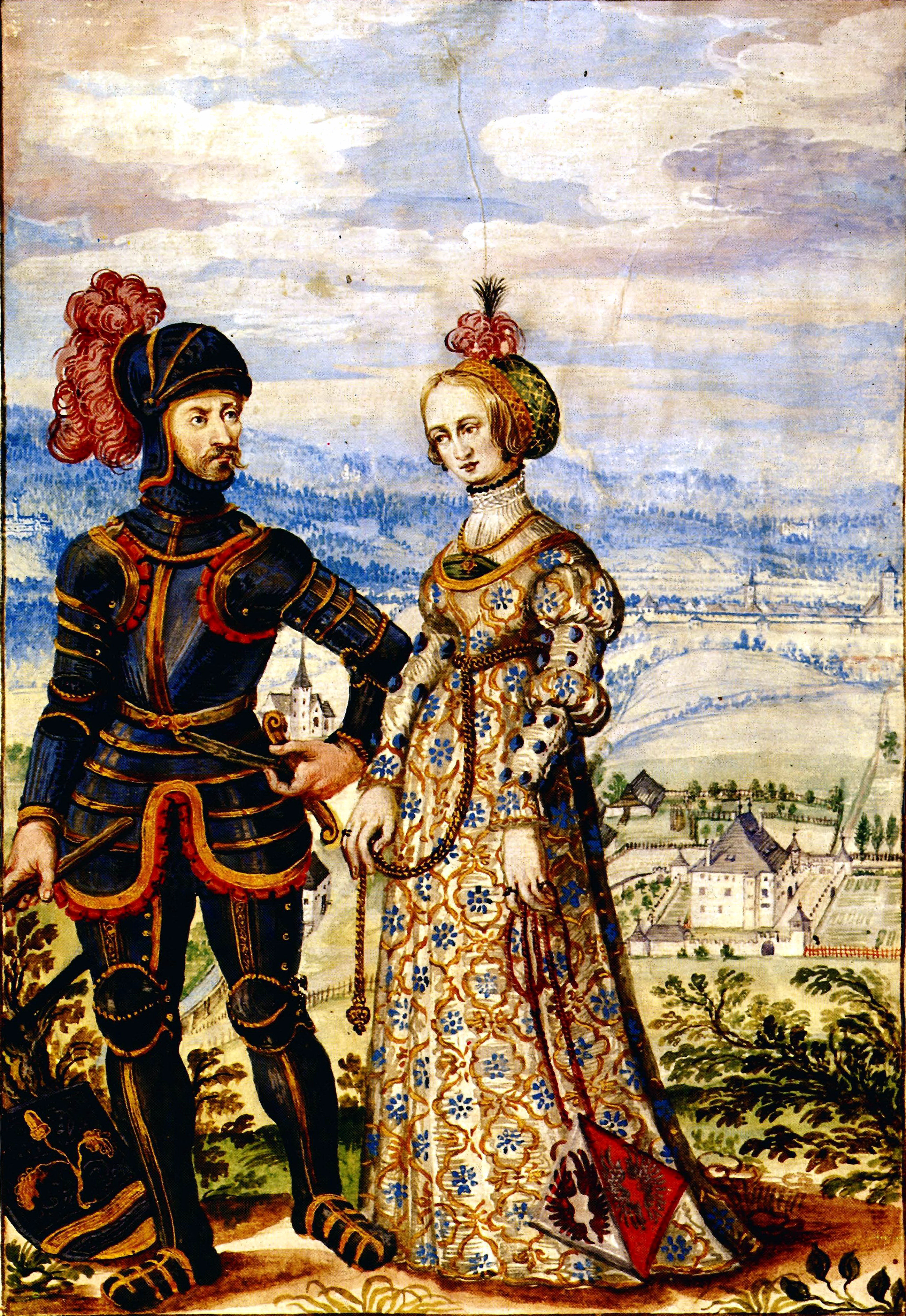
Ritter Ulrich Khevenhüller und Frau Anna, Gemälde um 1550

- Ulrich Khevenhüller, liechtensteinischer Ritter († 1492)
- Heinrich Kramer, deutscher Hexentheoretiker und Inquisitor, als Henricus Institoris Autor des Hexenhammers († 1505)
- Simon III. zur Lippe, Bischof von Paderborn († 1498)
- Johann Freitag von Loringhoven, Ritter des Deutschen Ordens und Landmeister in Livland
- Giorgio Merula, italienischer Humanist († 1494)
- Antoinette de Maignelais, Mätresse des französischen Königs Karl VII. und des bretonischen Herzogs Franz II. († 1470)
- Antonello da Messina, italienischer Maler († 1479)
- Antonio Rizzo, italienischer Bildhauer und Architekt († nach 1499)
- Edmund Tudor, englischer Adliger († 1456)
- Cosmè Tura, italienischer Maler († 1495)
- Jakob Unrest, süddeutscher Pfarrer und Chronist († um 1500)

## Gestorben

### Todesdatum gesichert

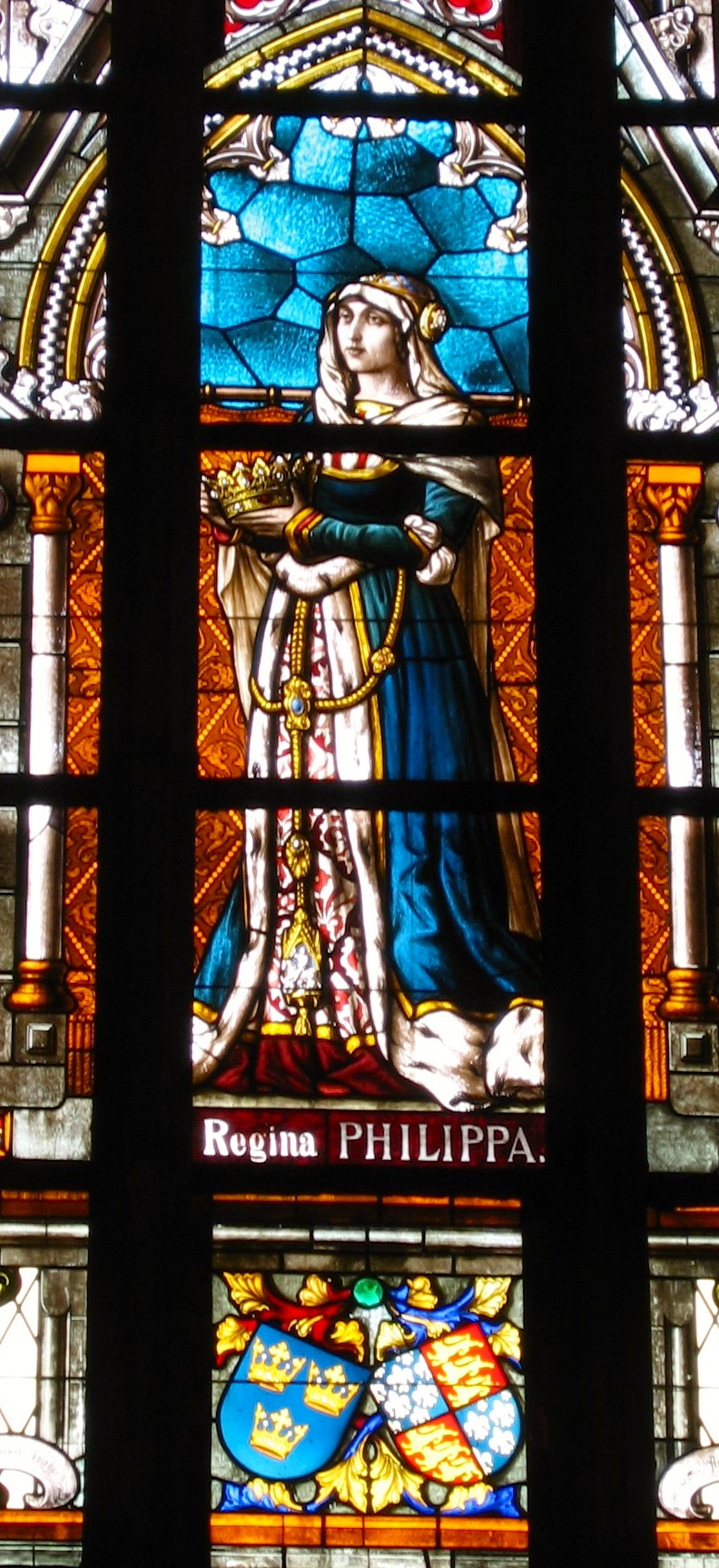
Königin Philippa; Darstellung auf einem Fenster ihrer Grabeskirche

- 5. Januar: Philippa von England, englische Adlige, Königin von Dänemark, Norwegen und Schweden (* 1394)
- 29. Januar: Andrei Rubljow, russischer Ikonenmaler und Heiliger der östlich-orthodoxen Kirche (* um 1360)
- 13. Februar: Otto von Ziegenhain, Erzbischof und Kurfürst von Trier (* um 1380)
- 2. Mai: Giovanni di Francesco Toscani, italienischer Maler (* um 1370/80)
- 20. Juni: Johann Vasmer, Bürgermeister von Bremen (* um 1365)
- 23. Juni: Ludwig von Bar, Herzog von Bar, Bischof von Poitiers, Bischof von Langres, Bischof von Porto-Santa Rufina, Bischof von Châlons, Administrator von Verdun und Pair von Frankreich (* um 1370/75)
- 25. Juli: Bartholomäus Fröwein, Abt des Zisterzienserklosters in Ebrach
- 14. September: John Grey, 2. Baron Grey of Codnor, englischer Adeliger
- 9. Oktober: Johann von Bucca, Bischof von Leitomischl und Olmütz, Kardinal
- 27. Oktober: Witold, Großfürst von Litauen, schuf mit Jogaila die polnisch-litauische Union (* 1350)

### Genaues Todesdatum unbekannt
- Andreas, Kaiser von Äthiopien
- Madern Gerthener, deutscher Bildhauer, Stadtbaumeister der Reichsstadt Frankfurt am Main (* um 1360)
- al-Muzaffar Ahmad II., Sultan von Ägypten (* 1419)
- as-Salih Muhammad III., Sultan von Ägypten (* um 1411)
- Yukhon, König des laotischen Königreichs Lan Xang